# Wolfram Goertz
Wolfram Goertz (* 1961 in Mönchengladbach) ist ein deutscher Musikwissenschaftler und Musikjournalist. Er koordiniert die Spezialambulanz für Musikermedizin am Universitätsklinikum Düsseldorf.

## Ausbildung
Nach dem Abitur 1980 am Albertus-Magnus-Gymnasium Viersen-Dülken studierte er Musikwissenschaft und Philosophie in Köln und Bochum sowie Kirchenmusik und Medizin (Promotionsstudium) an der RWTH Aachen in Aachen. Er absolvierte Kurse in Chorleitung bei Herbert Schernus (Köln) und Eric Ericson (Stockholm).

## Wirken
Seit 1978 schreibt er Musik- und Theaterkritiken, unter anderem für die Süddeutsche Zeitung, Neue Zürcher Zeitung, Fono Forum, diverse Rundfunkanstalten sowie seit 1998 auch für Die Zeit. Seit 1989 ist er Musikredakteur der Rheinischen Post in Düsseldorf. 1991 gründete Goertz den Jazzchor der Hochschule Niederrhein, den er bis zu seiner Auflösung im Jahr 2003 leitete, und mit dem er zahlreiche Konzerte im In- und Ausland bestritt. 2004 dirigierte er die Uraufführung von Alvin Currans Chorkomposition Music Is Not Music (Text von John Cage) mit dem SWR Vokalensemble Stuttgart. Als Organist trat er in Deutschland, den Niederlanden, Belgien, Frankreich, der Schweiz, Italien und Finnland auf.
Goertz ist Jury-Mitglied bei bedeutenden Musikwettbewerben, unter anderem beim Preis der deutschen Schallplattenkritik, beim Landes-Chorwettbewerb des Landesmusikrates NRW und beim Internationalen Düsseldorfer Orgelfestival. 2024 war er Mitglied des 6. Preises für Chordirigieren des Deutschen Musikrats mit dem RIAS-Kammerchor in Berlin.
An der Robert Schumann Hochschule Düsseldorf arbeitete Goertz als Dozent für Interpretationsanalyse, Orchester-Repertoire und Chorleitung.
Seit 2005 arbeitete Goertz an der Klinik für Kardiologie im Krankenhaus St. Franziskus der Kliniken Maria Hilf in Mönchengladbach, seit 2010 auch am Universitätsklinikum Düsseldorf; dort koordiniert er seit 2011 die neue Interdisziplinäre Ambulanz für Musikermedizin.
2009 promovierte er über „Strategien einer angstlösenden Musikbegleittherapie bei Herzkatheteruntersuchungen“ zum Dr. rer. medic. an der Medizinischen Fakultät der RWTH Aachen.

## Auszeichnungen
- 1994: Förderpreis für Literatur der Landeshauptstadt Düsseldorf[11]
- 2009: Preis für Wissenschaftsjournalismus der Deutschen Gesellschaft für Kardiologie[12]
- 2012: Medienpreis vom Berufsverband der Augenärzte Deutschlands für sein Buch Augen-Sprechstunde.[13]

## Veröffentlichungen
- 2000: Klassik scheibchenweise – 100 CD-Tipps für Musikfreunde. ISBN 3-7700-1124-4
- 2002: Klassik scheibchenweise 2. ISBN 3-770-01147-3
- 2006: Wolfram Goertz u. a.: Martha Argerich lesen & hören, Die Zeit Klassik Edition. ISBN 3-476-02207-2
- 2009: Strategien einer angstlösenden Musikbegleittherapie bei Herzkatheteruntersuchungen, Shaker Verlag, Aachen, ISBN 978-3-832-28383-4
- 2011: Wolfram Goertz u. a.: Augen-Sprechstunde, Springer-Verlag Berlin Heidelberg. ISBN 978-3-642-17355-4